# Martin's
Martin's is een Belgisch bier in Britse stijl. Het wordt gebrouwen door de Antwerpse Brouw Compagnie te Antwerpen voor bierfirma John Martin, gevestigd te Genval.

## Achtergrond
In 1909 begon de Engelsman John Martin Britse bieren in te voeren in België. Vooral na de Eerste Wereldoorlog werden bieren in Britse stijl zeer populair in België.
John Martin's Pale Ale was zeer succesvol in de jaren ’60 en ’70. Op dat ogenblik betrof het een etiketbier van het Britse bier Bulldog van brouwerij Courage, voor het eerst gebrouwen in 1949. Vandaag de dag wordt het bier in België gebrouwen, bij brouwerij Palm.
Bij het honderdjarig bestaan van de bierfirma in 2009 werd het merk geherlanceerd, onder meer via een nieuw uiterlijk van de flessen die in een blauw jasje gestoken worden.
De ales zijn vrij bittere bieren. Hoewel de namen Engels klinken, zijn het Belgische bieren: “The finest of England brewed in Belgium.”

## Bieren
Er bestaan momenteel  de volgende varianten:
- Martin's Pale Ale is een amberkleurige pale ale met een alcoholpercentage van 5,8%. Na het brouwen worden hopbellen uit Kent toegevoegd op een lage temperatuur, zonder koken (dry hopping). Dit zorgt voor een droge bitterheid. Hierdoor is het vooral een bier voor bierliefhebbers en minder voor mensen die zoete drank gewoon zijn.
- Martin's IPA: deze versie, geïntroduceerd in 2012, is sterker (6,9%) en drooggehopt, in de traditie van de IPA's.
- Martin's Real Ale: een ongefilterd, ongepasteuriseerd tapbier van 4,5% alcohol. Dit bier krijgt een hergisting op vat en wordt enkel aangeboden in het café The Duke of Antwerp in Antwerpen.

Volgende variant wordt niet meer geproduceerd:
- Martin's Blond Ale was een blonde ale met een alcoholpercentage van 6%.